# Liste der Bodendenkmäler in Zell im Fichtelgebirge
Auf dieser Seite sind die Bodendenkmäler in dem oberfränkischen Markt Zell im Fichtelgebirge zusammengestellt. Diese Tabelle ist eine Teilliste der Liste der Bodendenkmäler in Bayern. Grundlage ist die Bayerische Denkmalliste, die auf Basis des Bayerischen Denkmalschutzgesetzes vom 1. Oktober 1973 erstmals erstellt wurde und seither durch das Bayerische Landesamt für Denkmalpflege geführt wird. Die folgenden Angaben ersetzen nicht die rechtsverbindliche Auskunft der Denkmalschutzbehörde.

## Bodendenkmäler in Zell im Fichtelgebirge

### Bodendenkmäler in der Gemarkung Grossenau
| Lage                 | Objekt                                                      | Akten-Nr.     | Bild |
| -------------------- | ----------------------------------------------------------- | ------------- | ---- |
| Grossenau (Standort) | Mittelalterlicher Turmhügel. Siehe auch: Turmhügel Hofstatt | D-4-5836-0015 |      |

### Bodendenkmäler in der Gemarkung Kleinlosnitz
| Lage                    | Objekt                                                                                             | Akten-Nr.     | Bild |
| ----------------------- | -------------------------------------------------------------------------------------------------- | ------------- | ---- |
| Kleinlosnitz (Standort) | Als Hohlwegfächer ausgebildeter Abschnitt einer mittelalterlichen bis frühneuzeitlichen Altstraße. | D-4-5836-0013 |      |

### Bodendenkmäler in der Gemarkung Sparnecker Forst
| Lage                        | Objekt | Akten-Nr.     | Bild |
| --------------------------- | --- | ------------- | ---- |
| Sparnecker Forst (Standort) | Untertägige Teile zweier Burgruinen des Mittelalters und der frühen Neuzeit, zerstört 1523, sowie vermutlich Freilandstation des Mesolithikums und Siedlung des Neolithikums. Siehe auch: Großer Waldstein | D-4-5837-0044 |      |

### Bodendenkmäler in der Gemarkung Zell im Fichtelgebirge
| Lage                              | Objekt | Akten-Nr.     | Bild |
| --------------------------------- | --- | ------------- | ---- |
| Zell im Fichtelgebirge (Standort) | Vorgängerbau sowie Befunde des Mittelalters und der frühen Neuzeit im Bereich der evangelisch-lutherischen Pfarrkirche St. Gallus. | D-4-5836-0027 |      |
| Zell im Fichtelgebirge (Standort) | Tage- und Bergbauareal der frühen Neuzeit mit Pingen und Schutthalde sowie vermutlich Stollenanlage mit Stollenmundloch.           | D-4-5836-0113 |      |
| Zell im Fichtelgebirge (Standort) | Pinge der frühen Neuzeit. | D-4-5836-0114 |      |
| Zell im Fichtelgebirge (Standort) | Pinge der frühen Neuzeit. | D-4-5836-0115 |      |
| Zell im Fichtelgebirge (Standort) | Pinge der frühen Neuzeit. | D-4-5836-0116 |      |
| Zell im Fichtelgebirge (Standort) | Pinge der frühen Neuzeit. | D-4-5836-0117 |      |
| Zell im Fichtelgebirge (Standort) | Pinge der frühen Neuzeit. | D-4-5836-0118 |      |
| Zell im Fichtelgebirge (Standort) | Pinge der frühen Neuzeit. | D-4-5836-0119 |      |
| Zell im Fichtelgebirge (Standort) | Pinge der frühen Neuzeit. | D-4-5836-0120 |      |
| Zell im Fichtelgebirge (Standort) | Pinge der frühen Neuzeit. | D-4-5837-0065 |      |
| Zell im Fichtelgebirge (Standort) | Pinge der frühen Neuzeit. | D-4-5837-0066 |      |
| Zell im Fichtelgebirge (Standort) | Pinge der frühen Neuzeit. | D-4-5837-0067 |      |